# Andrzejki-Tyszki
Andrzejki-Tyszki (prononciation : [anˈdʐɛi̯ki ˈtɨʂki]) est un village polonais de la gmina de Czerwin dans le powiat d'Ostrołęka de la voïvodie de Mazovie dans le centre-est de la Pologne.
Il se situe à environ 13 km à l'est de Czerwin (siège de la gmina), 28 km à l'est d'Ostrołęka (siège du powiat) et à 106 km au nord-est de Varsovie (capitale de la Pologne).
Le village compte approximativement une population de 120 habitants en 2006.

## Histoire
Andrzejki-Tyszki a été fondé au XVe siècle.
De 1975 à 1998, le village appartenait administrativement à la voïvodie d'Ostrołęka.